# Julie Palmyre Robert
Julie Palmyre Robert, née à Paris le 25 janvier 1802 et morte à Liège le 21 décembre 1875, est une artiste française, peintre de fleurs et de fruits.

## Biographie
Julie Palmyre Robert naît à Paris le 25 janvier 1802,. Elle est la fille de Jean-François Robert, peintre à la Manufacture de Sèvres, et de Louise Sophie Pithou, et la sœur du peintre Alphonse Robert,. Son grand-père Nicolas-Pierre Pithou et son cousin Louis-Rémy Robert sont également peintres.
Elle épouse le peintre belge Jean-Baptiste Joseph van Marcke de Lummen (1797-1849), dit Jules Van Marcke (fils de Charles van Marcke), qui travaillait aussi à la manufacture de Sèvres. Leur fils aîné, Émile Van Marcke naît en 1827, cinq ans plus tard, la famille s'installe à Liège en Belgique.
Avec son mari, elle organise des cours de peinture à Liège. Elle a notamment pour élève Virginie de Sartorius.
Elle travaille l'aquarelle et la peinture à l'huile et peint sur porcelaine. Elle expose à Paris en 1839 et remporte une médaille d'or à l'Exposition universelle de Paris de 1869. Deux ans après la mort de son époux, elle se remarie avec le frère cadet de celui-ci, Joseph van Marcke (1806-1885).
Elle meurt à Liège le 21 décembre 1875,.